# Xã Bazile, Quận Antelope, Nebraska
Xã Bazile (tiếng Anh: Bazile Township) là một xã thuộc quận Antelope, tiểu bang Nebraska, Hoa Kỳ. Năm 2010, dân số của xã này là 175 người.